# Mīveh Rūd
Mīveh Rūd (persiska: میوه رود) är en ort i Iran.   Den ligger i provinsen Östazarbaijan, i den nordvästra delen av landet, 500 km nordväst om huvudstaden Teheran. Mīveh Rūd ligger 1 740 meter över havet och antalet invånare är 249.
Terrängen runt Mīveh Rūd är huvudsakligen kuperad, men åt nordväst är den bergig.Runt Mīveh Rūd är det ganska glesbefolkat, med 27 invånare per kvadratkilometer. Närmaste större samhälle är Anderyān, 4,7 km nordost om Mīveh Rūd. Trakten runt Mīveh Rūd består i huvudsak av gräsmarker.